# 肃顺
宗室肅順（穆麟德轉寫：Uksun Sušūn；1816年11月26日—1861年11月8日），字雨亭，爱新觉罗氏，清朝宗室，镶蓝旗人，郑亲王济尔哈朗七世孙，郑慎亲王乌尔恭阿第六子，其兄端华袭郑亲王爵。咸豐帝臨終前指派的顾命八大臣之一，兩宮太后會同恭親王奕訢發動祺祥之變，肅順被拘捕后斩首于菜市口。

## 生平
嘉庆二十一年十月八日（1816年11月26日）出生于郑亲王府，为郑亲王乌尔恭阿第六子，庶出。野史小说称其母是回民富商之女。道光年间，考封三等辅国将军，授委散秩大臣、奉宸苑卿。咸丰帝即位，擢内阁学士，兼副都统、护军统领、銮仪使。咸丰四年（1854年），授御前侍卫，迁工部侍郎，历礼部、户部。
咸丰七年（1857年），擢左都御史、理藩院尚书，兼都统。英法联军入侵广州，肃顺主戰，反对恭亲王主和。咸丰八年，调礼部尚书，仍管理藩院事，又调户部。
咸丰九年，坚持处斩科场主考、军机大臣、文渊阁大学士柏葰斩立决。肃顺监斩，自此以后，“司文衡者懔懔畏法，科场清肃”，整整三十年。
咸丰十年（1860年5月），太平军攻陷苏常，咸丰帝准备调湖北巡抚胡林翼为两江总督，肃顺认为：“胡林翼在湖北措注尽善，未可挪动，不如用曾国藩督两江，则上下游俱得人矣。”是年，英法联军来犯京师，力劝咸丰帝置国际公约于不顾，绑架外交使节巴夏礼，后随咸丰帝“北狩”热河（今河北省承德市），授御前大臣、内务府大臣，至是以户部尚书协办大学士，署领侍卫内大臣。咸丰十年（1860年）八月二十二日，英、法联军火燒圆明园。
咸丰十一年七月，上疾大渐，召肃顺及御前大臣载垣、端华、景寿，军机大臣穆廕、匡源、杜翰、焦祐瀛入见，受顾命。慈安太后和慈禧太后意圖垂簾聽政，肅順嚴加反對，慈禧太后與恭親王等人發動祺祥之變奪權，慈禧命肃顺护咸豐帝梓宫回京，其實是牽制其行動。九月，肃顺在密云被捕。咸丰十一年十月六日（1861年11月8日），被斬殺于菜市口。
肃顺曾经上奏咸豐帝，要求减免八旗子弟的俸饷，引來怨懟。就刑时，道旁观者争掷瓦砾，首都的百姓都紛紛稱快。肃顺临刑时骂道，“想不到，受了小娘们的算计。”其餘痛罵甚多，「將行刑，肅順肆口大罵，其悖逆之聲，皆為人臣子所不忍聞。又不肯跪，劊子手以大鐵柄敲之，乃跪下，蓋兩脛已折矣。遂斬之。」
肅順被处决后，下诏逮所與交結之內監杜雙奎、袁添喜等置重典；其被威脅者，概免株連。耆英子慶錫呈訴其父為肅順所陷，請昭雪，下诏以耆英罪當死，肅順上奏過當，咸丰帝已斥之，特錮肅順子不得入仕以示戒。

## 家庭

### 妻妾
- 嫡妻刘佳氏，内务府正白旗满洲（属内务府正白旗汉姓满洲旗人）、兩淮鹽政、内务府大臣阿克当阿之女。阿克当阿（字厚庵，1755-1822）監修嘉慶版《重修扬州府志》，监刊《钦定全唐文》（嘉慶二十四年（1819）揚州官本），其：
  - 子松寿，内务府员外郎。
  - 子松龄，内务府慎刑司主事。孙女刘佳氏继配嫁内务府正黄旗满洲、咸豐二年進士永順 (咸豐進士)。
  - 子官明，二等侍卫。孙女刘佳氏封道光帝之曼常在（劉官女子）。
- 妾金氏，金福之女。
- 妾孟氏，孟升之女。

### 子
- 长子熙善（1848—1870）无后。
- 次子征善（1853—1896）嗣端华。
- 三子承善（1854—1904）有一子。
- 四子同善（1856—1899）无后。

### 兄弟
- 宗室肃和
- 宗室肃恭
- 宗室端华
- 宗室恩华

## 评价
肃顺是一个比较有争议的人物，《清史稿》对他颇有微词。但是近来研究发现肃顺有许多作为值得赞赏。铁腕吏治、整肃政风。果断处理戊午科场案、户部宝钞案，“求起积弊于衰靡之世”。主张发纸币、铸大钱，以通貨膨脹，促进市场经济。
在滿人之中，肅順的民族主義非常特別，他有大中華思想，重視漢族，對滿人貪婪慵懶的態度非常不屑，對外國勢力非常排斥。肃顺自己是旗人皇族，卻最早提出应停止对旗人的供养，嘗曰“咱們旗人混蛋多”，也說“滿人糊塗不通，不能為國家出力，惟知要錢耳！”用人不因民族，重視漢人，唯贤是尚，提拔重用郭嵩焘、尹耕云、王闿运、高心夔、曾国藩、胡林翼、左宗棠等汉族人才，“平时与座客谈论，常心折曾文正公之识量，故文忠公之才略。”。另外也有愛國主義精神，对外國列強為鷹派，不僅英法联军态度强硬，对俄国主官伊格纳提耶夫簽訂《瑷珲条约》的贪婪要求也给予痛斥，“才识在满大臣中实无其比”。

## 影視形象
- 《火烧圆明园》、《垂帘听政》——项堃飾
- 《少女慈禧》——王偉飾
- 《慈禧外传》——魏苏飾
- 《滿清十三皇朝》——杨泽霖飾
- 《戲說慈禧》——马景涛飾
- 《清宮氣數錄》——方傑飾
- 《慈禧秘密生活》——谷峰飾
- 《一生為奴》——秦焰飾
- 《紅牆綠瓦之殘陽/宮鎖秘史》——杨子骅飾
- 《太平天國》——薛中銳飾

## 延伸阅读
[在维基数据编辑]
 《清史稿/卷308》
 《清史稿·卷387》，出自趙爾巽《清史稿》
 在维基共享资源阅览影像